# 술통흉곽

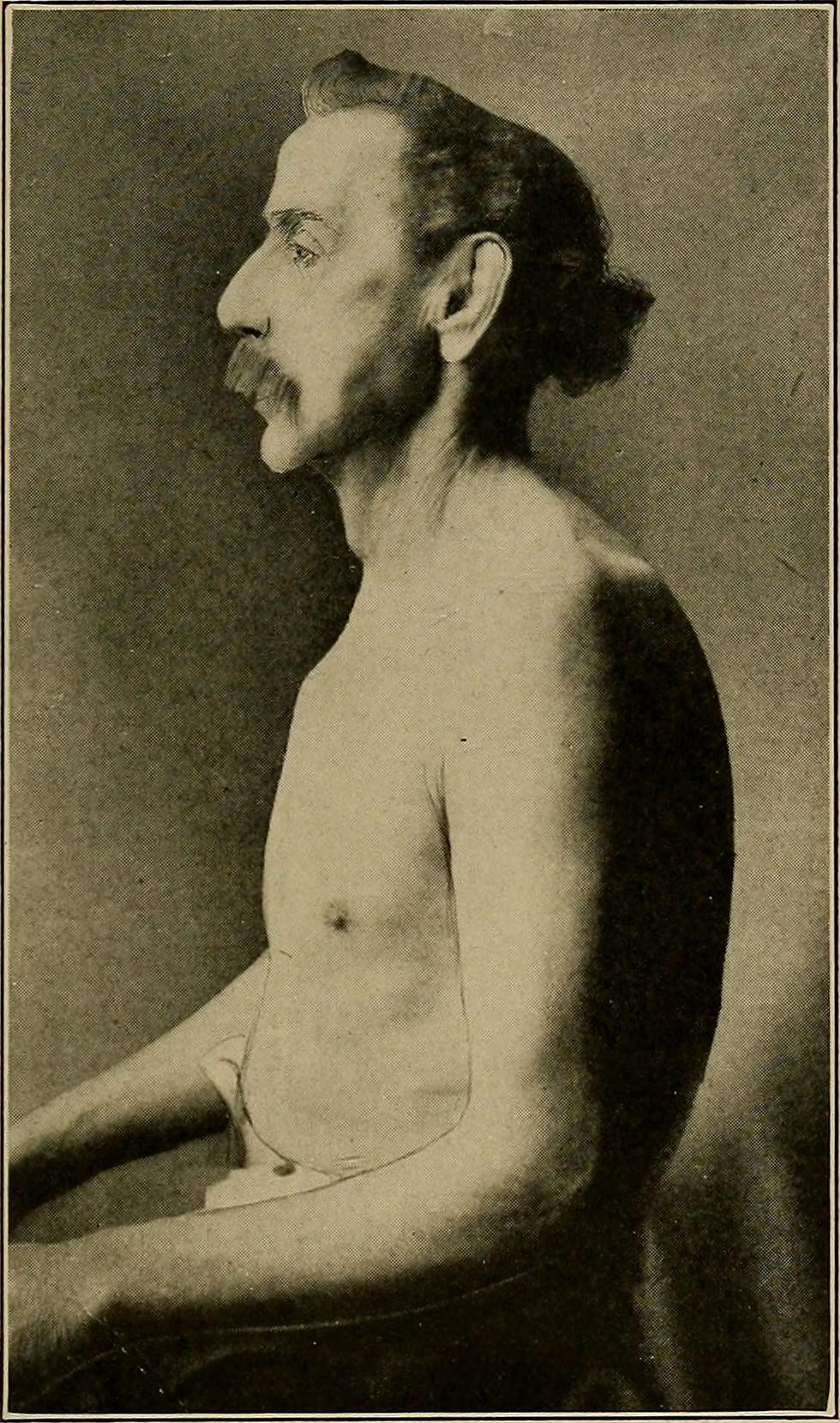
만성 기관지염과 폐기종으로 인해 발생한 술통흉곽.

술통흉곽(barrel chest) 또는 술통형 흉곽은 흉곽(가슴우리)이 과다하게 팽창되어 흉곽의 전후경과 횡경의 비가 정상 범위(보통 1:1.4~2)보다 늘어나는 것을 의미한다. 호흡수가 빠르고 얕아지며, 날숨시간(또는 호기시간, expiratory phase time)이 길어진다. 이 경우 보조호흡근을 사용한 호흡을 한다.

## 같이 보기
- 새가슴
- 오목가슴